# Roquecor
Roquecor település Franciaországban, Tarn-et-Garonne megyében. Lakosainak száma 401 fő (2022. január 1.). Roquecor Anthé, Beauville, Lacour, Montaigu-de-Quercy, Saint-Amans-du-Pech, Saint-Beauzeil és Valeilles községekkel határos.

## Népesség
A település népessége az elmúlt években az alábbi módon változott:
| Lakosok száma | 425  | 419  | 426  | 408  | 404  | 401  | 401  | 401  | 401  |
|               | 2013 | 2015 | 2016 | 2017 | 2018 | 2019 | 2020 | 2021 | 2022 |